# Kin-ball
KIN-BALL es un deporte de equipo creado en 1986 por el profesor canadiense de educación física Mario Demers, con el objetivo de fomentar el trabajo en equipo y la cooperación entre los componentes del mismo para no potenciar el individualismo que pueda existir y que existe en otros deportes. Por lo que buscando un modo de generar una disciplina en la que no fuesen solo dos equipos los que jugasen, decidió que lo ideal sería que fuesen tres realizando un número impar en el juego lo cual hace que se estrechen los lazos de los equipos.

## Características
En un partido de kin-ball participan tres equipos, considerando un mínimo de 4 jugadores y de máximo 8, participando 12 jugadores simultáneamente en el campo (4 integrantes de cada equipo), teniendo la opción de hacer todos los cambios necesarios durante el partido. Los equipos pueden estar conformados solo por mujeres, hombres o ser mixto, según la categoría del encuentro. No puede haber más de 4 jugadores en el banquillo.
Se juega en un campo cuadrado, generalmente de 20 m x 20 m Se utiliza un balón de 1,22 m de diámetro y de 1 kg de peso.
Para distinguirse, cada equipo lleva el peto de un color gris, negro o azul (o rosa como color alternativo, menos usado). 
En el desarrollo de los partidos, habrá dos árbitros y una mesa de apoyo controlando el marcador con la puntuación.

## Lógica del juego
Estando los 3 equipos en cancha, el equipo que ataca elige su ataque a uno de los 2 equipos rivales receptor a quien le lanza el balón a cualquier sector del campo de juego, donde el receptor no debe permitir que la pelota toque el suelo. Si el equipo elegido no atrapa la pelota y este cae dentro del campo, se entrega un punto a cada equipo rival. En caso de atrapar la pelota antes de caer al suelo, debe nombrar rápidamente a otro equipo y lanzar nuevamente la pelota. Esto se repite a lo largo del juego una y otra vez. El equipo que gana es quien ha conseguido acumular más puntos al final del partido.

## Reglas
Si existe empate, se seguirá jugando hasta que un equipo se adelante en el marcador o gane el último periodo establecido, según corresponda. El equipo que sirve es el atacante. Para que este equipo sepa que se refiere a él, los atacantes deben indicar con un grito, justo antes de lanzar el balón, la palabra omnikin más el color de ese equipo. Está prohibido lanzarlo directamente hacia abajo, porque sería falta, salvo si ésta toca antes a un jugador del equipo nombrado donde la puntuación sería para el atacante. 
Una vez recibida la pelota, el equipo dispone de 10 segundos para sacar. En caso contrario, el árbitro pitará y se les dará un punto a cada equipo contrario. Pero en el momento en el que 3 jugadores de ese equipo hagan contacto a la vez con el balón, ya no pueden seguir desplazándose. Tienen que permanecer quietos y buscar la posición óptima para organizar un saque y atacar a otro equipo. 
Una vez que el equipo nombrado recibe la pelota, sólo puede realizar en esa jugada, dos pases entre los miembros de su equipo antes de golpear el balón para su nuevo saque. Si durante el juego el balón se sale de los límites del campo, es falta para el equipo que lo ha sacado, anotando punto los dos equipos restantes. Sólo se pueden dirigir al árbitro los capitanes de cada equipo. En caso contrario esto podría contar como falta o incluso se podría llegar a expulsar al equipo entero.

## Competiciones internacionales
La Federación Internacional de Kin-Ball cuenta con 3,8 millones de participantes, principalmente de Canadá, Japón, Bélgica, Francia, Suiza y Malasia. En España se practica desde el año 2000.
En Europa, países como Austria, Alemania, Bélgica, Francia, Finlandia, República Checa, Suiza y España se están convirtiendo en potencias de nivel mundial. En el último campeonato europeo realizado en Eslovaquia en agosto de 2018, Francia se consagró campeón del continente en la categoría masculina y Bélgica en la femenina.
Asia no se queda atrás, donde China, Japón y Corea del Sur destacan por su nivel competitivo en el mundo. En el último campeonato asiático, realizado en China en octubre de 2018, Japón se consagró campeón de las categorías masculina y femenina, mientras que Corea del Sur le siguió en segundo lugar en ambas instancias.
A nivel sudamericano, Argentina, Chile, Uruguay y, más recientemente, Colombia lideran hoy en día el trabajo para masificar este deporte en la región, creando instancias de promoción, capacitación, entrenamientos gratuitos y encuentros masivos en favor de este deporte. En octubre de 2018, se realizó el primer encuentro sudamericano en la ciudad argentina de Córdoba, donde participaron representantes de todas las edades de estos 3 países. En 2019 se generó el segundo sudamericano en Chile con una amplia participación de equipos locales y de Uruguay y Argentina. Chile destaca en la promoción de este deporte, siendo las comunas de Temuco, Puerto Aysén, Santiago y Lampa las cuales, últimamente, han organizado y participado de los torneos locales desde el 2019 hasta el 2023.
Cada 2 años se realiza el Campeonato Mundial de Kin-Ball en diferentes países del mundo. El último campeón en la Copa Mundial de Francia 2019 fue Canadá, en las categorías masculinas y femeninas.

## Copa Mundial de Kin-ball
La primera Copa Mundial se realizó en la ciudad de Quebec, Canadá en 2001. Desde 2005, cada 2 años se celebra el torneo femenino y masculino de selecciones nacionales de Kin-Ball. La última edición de la Copa del Mundo se realizó en la ciudad de Les Ponts-de-Cé, en Francia, entre el 27 de octubre al 2 de noviembre de 2019.

### Hombres
| Año  | Ciudad            | Campeón | Subcampeón | Tercer lugar    |
| ---- | ----------------- | ------- | ---------- | --------------- |
| 2001 | Québec            | Canadá  | Japón      | Bélgica         |
| 2002 | Québec            | Canadá  | Japón      | Francia         |
| 2005 | Ans               | Canadá  | Japón      | Francia         |
| 2007 | Bilbao            | Canadá  | Japón      | Francia         |
| 2009 | Trois-Rivières    | Canadá  | Bélgica    | Japón           |
| 2011 | Nantes            | Canadá  | Japón      | Francia         |
| 2013 | Pepinster         | Canadá  | Japón      | Bélgica         |
| 2015 | Torrejón de Ardoz | Japón   | Francia    | República Checa |
| 2017 | Tokio             | Canadá  | Japón      | República Checa |
| 2019 | Les Ponts-de-Cé   | Canadá  | Francia    | Japón           |

### Mujeres
| Año  | Ciudad            | Campeón | Subcampeón      | Tercer lugar |
| ---- | ----------------- | ------- | --------------- | ------------ |
| 2001 | Québec            | Canadá  | Japón           | Bélgica      |
| 2002 | Québec            | Canadá  | Japón           | Francia      |
| 2005 | Ans               | Canadá  | Japón           | Francia      |
| 2007 | Bilbao            | Canadá  | Japón           | Francia      |
| 2009 | Trois-Rivières    | Canadá  | Bélgica         | Japón        |
| 2011 | Nantes            | Canadá  | Japón           | Suiza        |
| 2013 | Pepinster         | Canadá  | Japón           | Bélgica      |
| 2015 | Torrejón de Ardoz | Canadá  | Japón           | Francia      |
| 2017 | Tokio             | Canadá  | Japón           | Francia      |
| 2019 | Les Ponts-de-Cé   | Canadá  | República Checa | Japón        |

## Palmarés
La lista a continuación muestra a los equipos masculinos y femeninos que han estado entre los tres mejores lugares de alguna edición de la Copa Mundial de Kin-ball.
- En cursiva, se indica el torneo en que el equipo fue local.

### Hombres
| Selección       | Campeón                                                  | Subcampeón                                   | Tercer lugar               |
| --------------- | -------------------------------------------------------- | -------------------------------------------- | -------------------------- |
| Canadá          | 9 (2001, 2002, 2005, 2007, 2009, 2011, 2013, 2017, 2019) |                                              |                            |
| Japón           | 1 (2015)                                                 | 7 (2001, 2002, 2005, 2007, 2011, 2013, 2017) | 2 (2009, 2019)             |
| Francia         |                                                          | 2 (2015, 2019)                               | 4 (2002, 2005, 2007, 2011) |
| Bélgica         |                                                          | 1 (2009)                                     | 2 (2001, 2013)             |
| República Checa |                                                          |                                              | 2 (2015, 2017)             |

### Mujeres
| Selección       | Campeón                                                         | Subcampeón                                         | Tercer lugar                     |
| --------------- | --------------------------------------------------------------- | -------------------------------------------------- | -------------------------------- |
| Canadá          | 10 (2001, 2002, 2005, 2007, 2009, 2011, 2013, 2015, 2017, 2019) |                                                    |                                  |
| Japón           |                                                                 | 8 (2001, 2002, 2005, 2007, 2011, 2013, 2015, 2017) | 2 (2009, 2019)                   |
| Bélgica         |                                                                 | 1 (2009)                                           | 2 (2001, 2013)                   |
| República Checa |                                                                 | 1 (2019)                                           |                                  |
| Francia         |                                                                 |                                                    | 5 (2002, 2005, 2007, 2015, 2017) |
| Suiza           |                                                                 |                                                    | 1 (2011)                         |